# Ethnikós Kípos
Ethnikós Kípos (National Garden, Royal Garden, franska: Jardin national d'Athènes) är en park i Grekland. Den ligger i prefekturen Nomarchía Athínas och regionen Attika, i den sydöstra delen av landet, i huvudstaden Aten. Ethnikós Kípos ligger 72 meter över havet. Arean är 15,5 kvadratkilometer.
Terrängen runt Ethnikós Kípos är kuperad söderut, men norrut är den platt.Runt Ethnikós Kípos är det mycket tätbefolkat, med 6 472 invånare per kvadratkilometer. Närmaste större samhälle är Aten, 2,0 km väster om Ethnikós Kípos. Runt Ethnikós Kípos är det i huvudsak tätbebyggt.